# Yajimaina
Yajimaina is een geslacht van kreeftachtigen uit de klasse van de Ostracoda (mosselkreeftjes).

## Soort
- Yajimaina nipponica (Yajima, 1978) Malz, 1981

## Synoniem
- Amphileberis nipponica (Yajima, 1978) Paik & Lee, 1988